# Cassia
- Commons
- Wikispecies

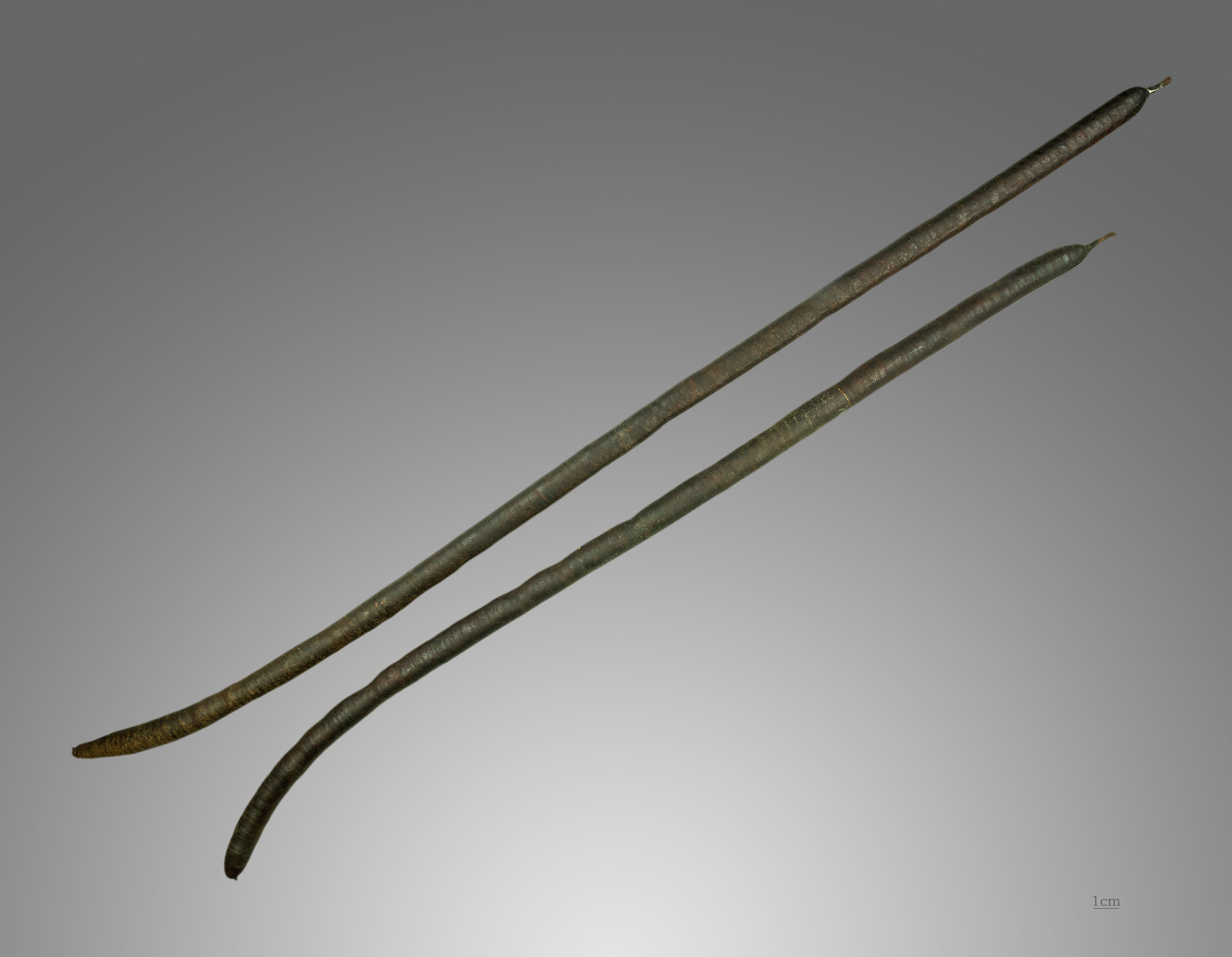
Cassia sieberiana frutos - MHNT

Cassia L. é um género de plantas fabáceas da subfamília Caesalpinioideae, que inclui cerca de 1 700 espécies, entre elas:

## Espécies
- Cassia absus L.
- Cassia afrofistula Brenan
- Cassia auriculata L.
- Cassia bakeriana Craib
- Cassia durangensis Rose
- Cassia ferruginea - chuva-de-ouro
- Cassia fistula L. - cássia-imperial
- Cassia grandis L.f. - cássia-gigante ou cássia-rosa
- Cassia javanica L. - cássia-javanesa
- Cassia leptocarpa Benth.
- Cassia leptophylla - falso-barbatimão
- Cassia roxburghii DC.
- Cassia sophera L.
- Cassia spectabilis DC.
- Cassia sturtii R. Br.
- Cassia surattensis Burm.f.
- «Lista completa»

## Classificação do gênero
| Sistema | Classificação                     | Referência               |
| ------- | --------------------------------- | ------------------------ |
| Linné   | Classe Decandria, ordem Monogynia | Species plantarum (1753) |